# Höldersummering
Inom matematiken är Höldersummering en metod för att summera divergenta serier introducerad av Hölder (1882).

## Definition
Givet en serie
{\displaystyle a_{1}+a_{2}+\cdots \,}
definiera
{\displaystyle H_{n}^{0}=a_{1}+a_{2}+\cdots +a_{n}\,}
{\displaystyle H_{n}^{k+1}={\frac {H_{1}^{k}+\cdots +H_{n}^{k}}{n}}}
Om gränsvärdet
{\displaystyle \lim _{n\rightarrow \infty }H_{n}^{k}\,}
existerar för något k, kallas detta för Höldersumman, eller (H,k)-summan av serien.